# Спаський Погост
Спа́ський Пого́ст (рос. Спасский Погост) — село у складі Тарногського району Вологодської області, Росія. Входить до складу Спаського сільського поселення.

## Населення
Населення — 175 осіб (2010; 225 у 2002).
Національний склад (станом на 2002 рік):
- росіяни — 99 %